# 升潟 (新潟市)
升潟（ますがた）は、新潟県新潟市西蒲区の大字。郵便番号は959-0413。

## 概要
1889年（明治22年）から現在の大字。西川と新川に挟まれた地域に位置する。もとは戦国時代から1889年（明治22年）まであった升潟村の区域の一部。

### 隣接する町字
北から東回り順に、以下の町字と隣接する。
- 西区中野小屋
- 大潟村古新田
- 兵右衛門新田
- 浦村新田
- 善光寺
- 桑山
- 善光寺
- 桑山
- 西区明田
- 西区保古野木
- 西区前野外新田

## 歴史
開発年代は不明だが、1577年（天正5年）の記録に村名が残る。

### 年表
- 1889年（明治22年）4月1日 : 合併により升潟村の大字となり、村役場所在地となる。
- 1961年（昭和36年）6月10日 : 合併により西川町の大字となる。
- 2005年（平成17年）3月21日 : 合併により新潟市の大字となる。
- 2007年（平成19年）4月1日 : 新潟市の政令指定都市移行により、西蒲区の大字となる。

## 世帯数と人口
2018年（平成30年）1月31日現在の世帯数と人口は以下の通りである。
| 大字 | 世帯数  | 人口    |
| ---- | ------- | ------- |
| 升潟 | 328世帯 | 1,014人 |

## 小・中学校の学区
市立小・中学校に通う場合、学区は以下の通りとなる。
| 番地 | 小学校             | 中学校             |
| ---- | ------------------ | ------------------ |
| 全域 | 新潟市立升潟小学校 | 新潟市立西川中学校 |

## 主な企業・施設
- 新潟市立升潟小学校
- 新潟市西川野球場

## 交通

### 道路
- 新潟県道44号新潟燕線
- 新潟県道46号新潟中央環状線